# Лабазанов, Магомед Насибович
Магоме́д Наси́бович Лабаза́нов (1 мая 1890, с. Гадири, Андийский округ, Дагестанская область, Российская империя — 7 сентября 2012, с. Серебряковка, Кизлярский район, Дагестан, Россия) — российский долгожитель, проживавший в селе Серебряковка Кизлярского района Дагестана, считался старейшим жителем России. Не признан верифицированным долгожителем.

## Биография
Магомед Лабазанов родился, предположительно, 1 мая 1890 года в селе Гадири высокогорного Андийского округа Дагестанской области (ныне в Цумадинском районе Дагестана). До Великой Отечественной войны жил в Чечне и работал на лесопилке, на фронт его не взяли, сочтя старым. В 1944 году его депортировали вместе с чеченцами в Казахстан. После реабилитации он вернулся в Чечню, занимался животноводством (много работал с буйволами и лошадьми), а в преклонном возрасте переехал в Кизлярский район, где живут его земляки — переселенцы из Цумадинского района.
Магомед Лабазанов, по словам односельчан, сохранил в своём возрасте не только здоровье, но и здравую память, хотя так и не научился грамоте и не занимался умственным трудом. По его признанию, он никогда не пил спиртного, не курил и соблюдал супружескую верность. Кроме того, питался всегда умеренно и рационально: молоком и молочными продуктами, сывороткой, кукурузными лепёшками, овощами с огорода, фруктами и зеленью. Главным условием долголетия Магомед Лабазанов считал физическую активность, труд и движение.
Умер в ночь с 6 на 7 сентября 2012 года на 123-м году жизни в селе Старая Серебряковка Кизлярского района Республики Дагестан. Об этом сообщили РИА «Дагестан» в пресс-службе администрации района. Согласно пояснениям односельчан, незадолго до смерти Магомед приболел, несколько дней отказывался принимать пищу, и 6 сентября скончался в собственном доме.
Магомед пережил жену и троих из пяти своих детей. У него осталось 18 внуков и 20 правнуков.
Лабазанов был самым старым жителем России.
Верифицированным долгожителем Лабазанов никогда признан не был: дата его рождения подтверждена только современным российским паспортом, а туда внесена со слов самого Лабазанова, свидетельства о рождении не сохранилось или не было вовсе.